# Meyer Turku
Meyer Turku Oy es una empresa de construcción naval finlandesa ubicada en Turku, Finlandia. La empresa pertenece en su totalidad al constructor naval alemán Meyer Werft. Los principales productos son los cruceros y los ferry-cruceros.
La instalación de construcción naval es el astillero Perno en Turku. La superficie del patio es de 144 hectáreas y está dotado de un varadero de 365 metros de longitud y dos puentes grúa con capacidades de 600 y 1.200 toneladas. Además, la empresa posee las filiales Shipbuilding Completion Oy, ENG'nD Oy, con sede en Rauma, y Piikkio Works Oy, el constructor de cabañas con sede en Kaarina.
La empresa se fundó en noviembre de 1989 con el nombre de Masa-Yards Oy para continuar las operaciones de Wärtsilä Marine, anteriormente en quiebra. La herencia, sin embargo, se remonta a 1737, cuando se inició la construcción naval industrial en Turku.
En 2014, el nuevo propietario del astillero de Turku pasó a ser la compañía alemana Meyer Werft, que abrió una filial con el nombre de Meyer Turku.